# Обыкновенная кошачья акула
Обыкновенная кошачья акула, или кошачья акула, или европейская кошачья акула, или мелкопятнистая кошачья акула, или морской пёс, или морская собака, или морской кот (лат. Scyliorhinus canicula) — вид морских хрящевых рыб семейства кошачьих акул отряда кархаринообразных. Распространены в северной и центрально-восточной части Атлантического океана. Эти акулы встречаются на глубине от 10 до 780 м. Максимальная длина 1 м. Размножаются, откладывая яйца, в помёте до 20 яиц. Рацион состоит из донных беспозвоночных. Не являются объектом коммерческого промысла. Используются в качестве модельного организма в эмбриологии.

## Таксономия
Впервые вид был описан в 1758 году Карлом Линнеем. Голотип не установлен. Этот вид иногда путают с звёздчатой кошачьей акулой, имеющей тот же ареал, но более крупной. Видовое название происходит от слова лат. canis — «собака».

## Ареал

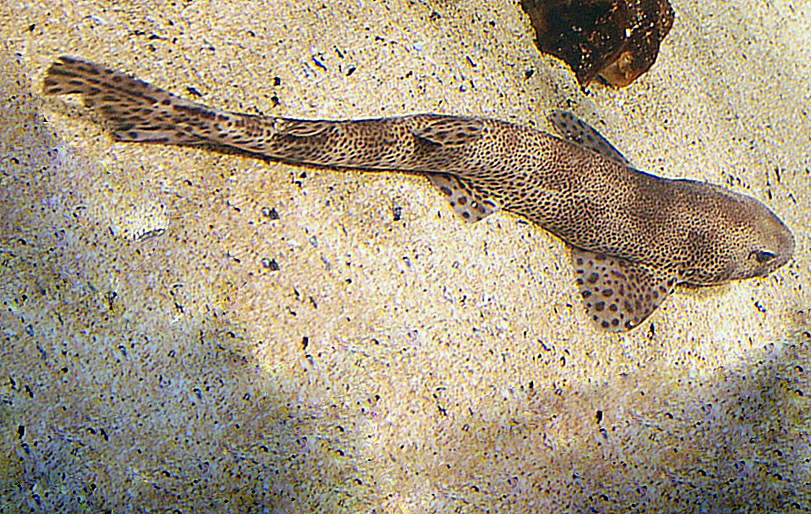
Взрослая особь

Встречается повсеместно у атлантических берегов Европы от Шетландских островов и Норвегии на севере до Сенегала и, возможно, Кот-д’Ивуара на юге, а также в Средиземном и Мраморном морях, в Чёрном море периодически отмечается у берегов Турции. Обитает у дна на глубинах от 10 до 780 м, обычно 80—100 м. Населяет места с песчаным, гравийным и илистым дном. В Средиземном море большая концентрация неполовозрелых акул наблюдается на верхнем материковом склоне на глубине около 200 м, особенно у берегов северо-восточной Корсики и северо-восточной Сардинии, где, вероятно, находятся природные питомники. Также питомники имеются у берегов Ливорно и Тосканы. Наибольшая концентрация неполовозрелых обыкновенных кошачьих акул наблюдается на краю континентального шельфа у западного побережья Марокко. Эти акулы распределяются в водяной толще в соответствии с размером. По мере взросления они перемещаются ближе к берегу, а половозрелые особи возвращаются на край континентального шельфа для размножения.

## Описание
Обыкновенная кошачья акула обычно не превышает 60—70 см в длину, но некоторые особи иногда вырастают до 1 м. Максимальная масса превышает 2 кг. Хвостовой плавник длинный и низкий, нижняя его лопасть малоразвита, спинные плавники расположены в задней половине тела, начало первого спинного плавника находится позади основания брюшного. Первый спинной плавник крупнее второго. Ноздри прикрыты широкими клапанами, которые разделены узким промежутком; внутренний назальный клапан с внешнего края ноздри заострен. Спина и бока тела песочно-коричневые с темными коричневыми пятнами, брюшная сторона светло-серого цвета. Кожа довольно грубая, напоминает наждачную бумагу. У самцов зубы крупнее, чем у самок. Челюсти самцов акул, обитающих в водах Восточной Африки, отличаются крепостью и величиной, что может быть объяснено их рационом и адаптацией к манере спаривания.

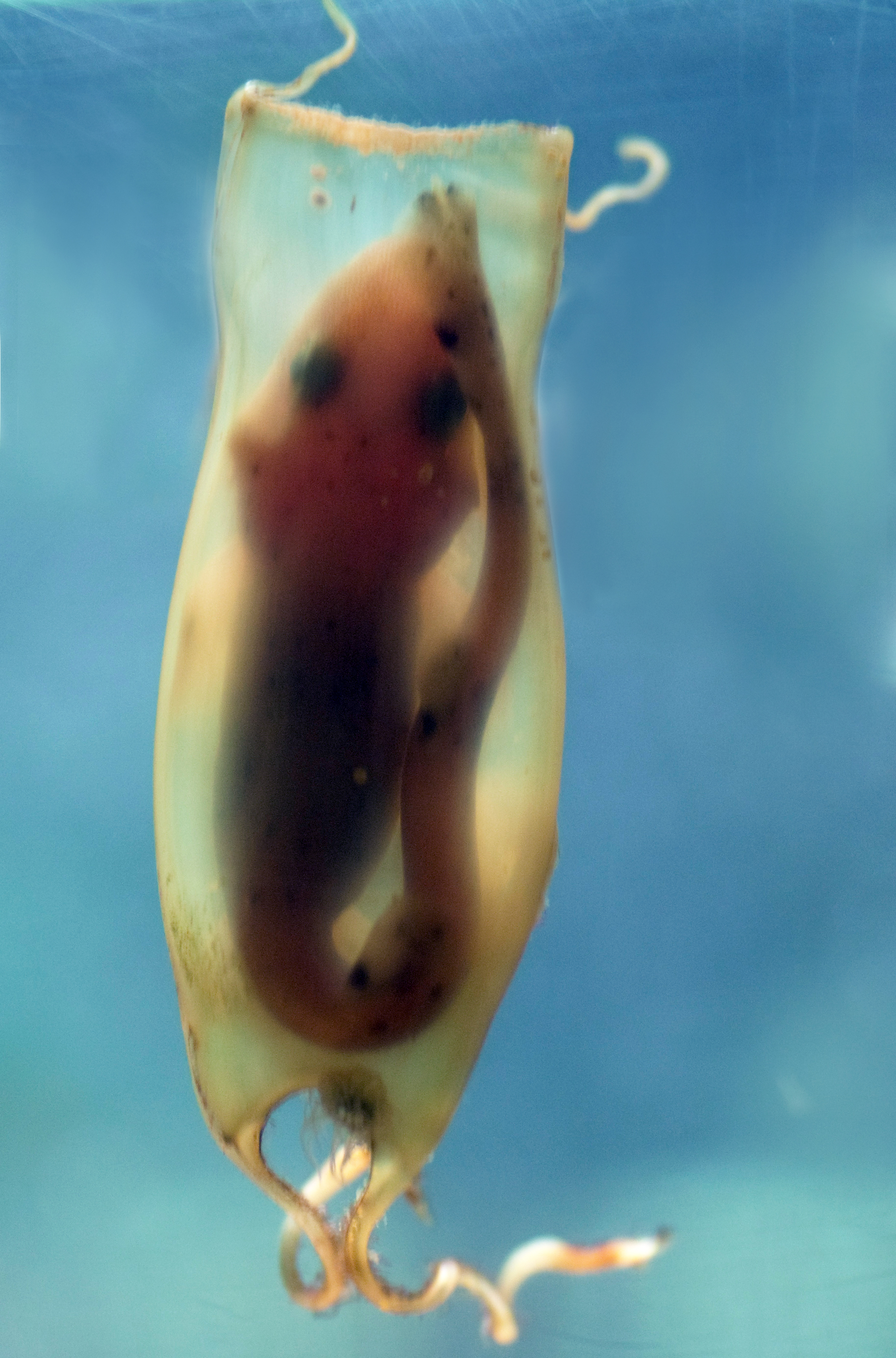
Подросший эмбрион

## Биология
Обыкновенные кошачьи акулы ведут ночной образ жизни. Днём самцы отдыхают на дне, а самки прячутся в укрытиях на мелководье. Они питаются в основном разнообразными бентическими (донными) беспозвоночными — ракообразными (крабами и креветками), иглокожими, моллюсками, преимущественно брюхоногими, червями-полихетами, сипункулидами, оболочниками, однако основу рациона составляют десятиногие раки и рыбы. Пищевые предпочтения с возрастом изменяются: молодые акулы охотятся на мелких ракообразных, а взрослые поедают больше раков-отшельников и моллюсков. Летом, когда пищи больше, акулы питаются более интенсивно. Рацион самцов и самок одинаков.

#### Размножение и жизненный цикл

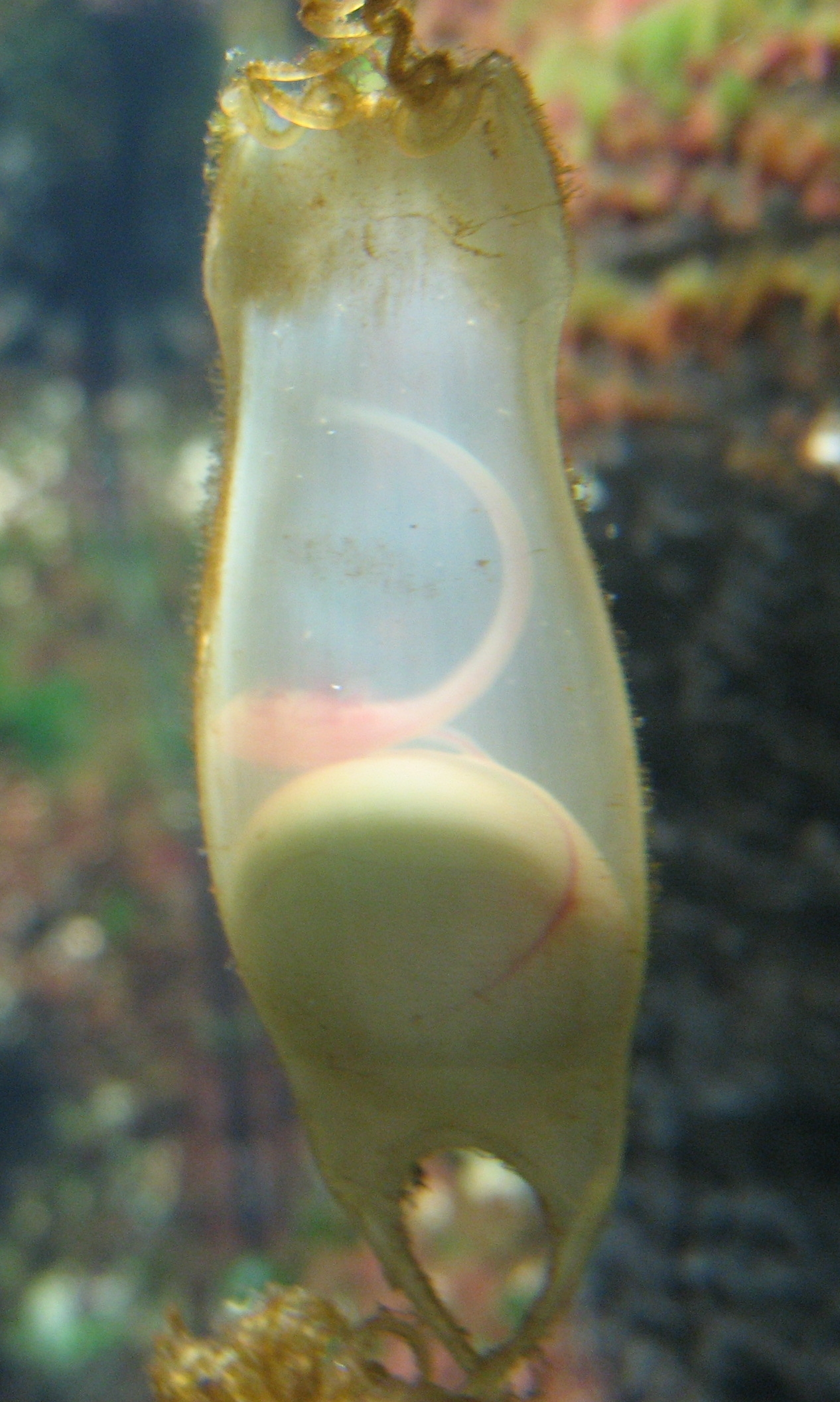
Яйцо обыкновенной кошачьей акулы.

Эти акулы размножаются, откладывая яйца. Нерест происходит в течение всего года, хотя у акул, принадлежащих к разным географическим популяциям, наблюдается сезонность. Так, на средиземноморском побережье Франции самки обыкновенных кошачьих акул откладывают яйца в период с марта по июнь, а также в декабре. В водах Великобритании нерест начинается весной, затем следует перерыв с августа по октябрь. У берегов Туниса сезон размножения также стартует весной, пик нереста приходится на лето, а в августе наблюдается спад активности. Самка откладывает от 2 до 20 яиц, каждое из которых заключено в твёрдую роговую яйцевую капсулу, называемую «кошельком русалки». Длина капсулы составляет 4—6 см, а ширина 2 см. На закруглённых углах капсулы имеются длинные тонкие роговые нити, с помощью которых яйцевая капсула прикрепляется к грунту, водорослям или другим неподвижным предметам. Развитие эмбриона длится от 5 до 11 месяцев в зависимости от температуры воды. Новорождённые имеют длину 9—10 см. Самцы и самки достигают половой зрелости при длине 37,1—48,8 см и 36,4—46,6 см, соответственно. Максимальная продолжительность жизни оценивается в 12 лет.
На обыкновенных кошачьих акулах паразитируют кинетопластиды Hexabothrium appendiculatum, Leptocotyle minor и Hexabothrium canicula, различные виды моногеней, цестод, трематоды (Diphtherostomum betencourti), нематоды (Anisakis simplex), Proleptus obtusus, Pseudoterranova decipiens) и веслоногие рачки (Lernaeopoda galei и Neoalbionella globosa).

## Взаимодействие с человеком
Опасности для человека не представляет. У обыкновенной кошачьей акулы съедобное мясо, поэтому она кое-где вылавливается местными рыболовами. Временами акула в большом количестве в качестве прилова попадается в уловах промысловых траулеров, причем, как правило, улов состоит из особей одного пола. Иногда попадается и на удочку. Большую часть добытых акул выбрасывают за борт, при том, что процент выживаемости среди выпущенных рыб очень велик, он может достигать 98 %. Обыкновенных кошачьих акул используют в качестве модельного организма при сравнительном анализе гаструляции. Это объясняется несколькими причинами: во-первых, эти акулы являются самыми распространёнными пластиножаберными, встречающимися у побережья Европы, и есть возможность наблюдать любую стадию развития эмбриона круглый год. Во-вторых, хотя оплодотворение происходит внутриутробно, самки откладывают яйца на ранней стадии развития, до формирования бластоцеля. Отложенные яйца успешно продолжают развиваться в лабораторных условиях, помещенные в морскую воду, насыщенную кислородом. В-третьих, размер и доступность эмбрионов упрощают исследования. В-четвёртых, между появлением гаструляции и началом нейруляции у этого вида проходит пять хорошо различимых стадий. Исследования показали, что численность популяции остаётся стабильной. Международный союз охраны природы присвоил этому виду охранный статус «Вызывающие наименьшие опасения».